# Diocèse (Empire romain)
Pour les articles homonymes, voir Diocèse.

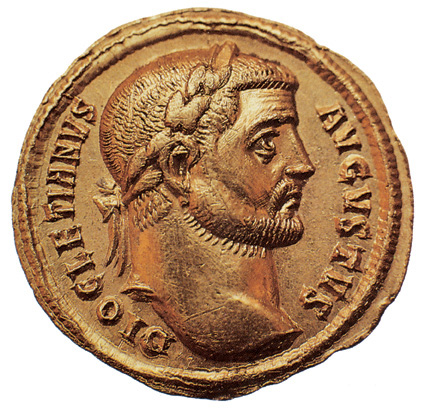
Pièce de monnaie représentant l'empereur Dioclétien, de profil, et portant la mention.

Un diocèse (latin : diœcesis ou diocesis, mot féminin) est une subdivision géographique du territoire de l'Empire romain.
Dans son acception la plus connue, c'est une subdivision de l'Empire romain propre à l'Antiquité tardive, qui regroupe plusieurs provinces romaines sous l'autorité d'un vicaire. Le système des diocèses a été mis en place par l'empereur Dioclétien, dans le cadre des réformes administratives de la Tétrarchie. Constantin Ier ajoute ensuite au-dessus des diocèses des préfectures du prétoire, qui regroupent plusieurs diocèses.
Un autre sens, nettement moins usité, fait du « diocèse » une subdivision judiciaire d'une province romaine, équivalent au conventus juridici. Cet article traitera majoritairement de la première acception, reléguant la deuxième à la fin.

## Avant Dioclétien: un Empire divisé en provinces de différents types

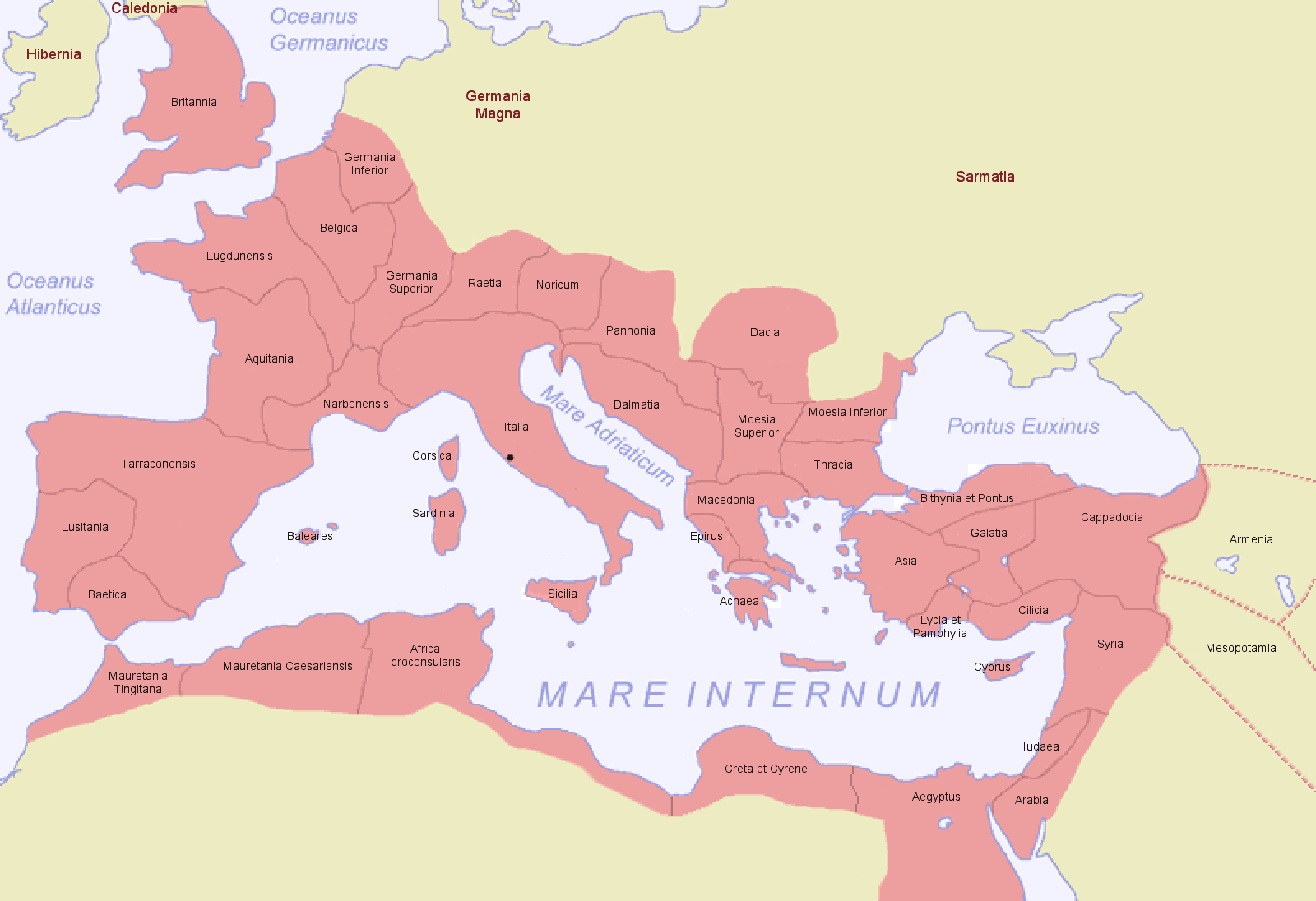
Carte de l'Empire en 120 de notre ère.

Depuis -27, l'Empire romain est divisé en provinces (latin : provincia, provinciae au pluriel) dites « impériales » et « sénatoriales ». Font exception à cela l'Italie, administrée à part, et l'Égypte, dépendante directement de l'empereur qui y délègue un chevalier, le préfet d'Égypte, praefectus Augustalis, « préfet augustéen » en latin. Les sénateurs détiennent la majorité des postes dans le système augustéen, tant du point de vue militaire qu'administratif, suivant la tradition romaine « qui voulait qu'un homme bien né fût capable d'être aussi bien au cours de sa carrière magistrat, général et administrateur ».

### Les provinces impériales

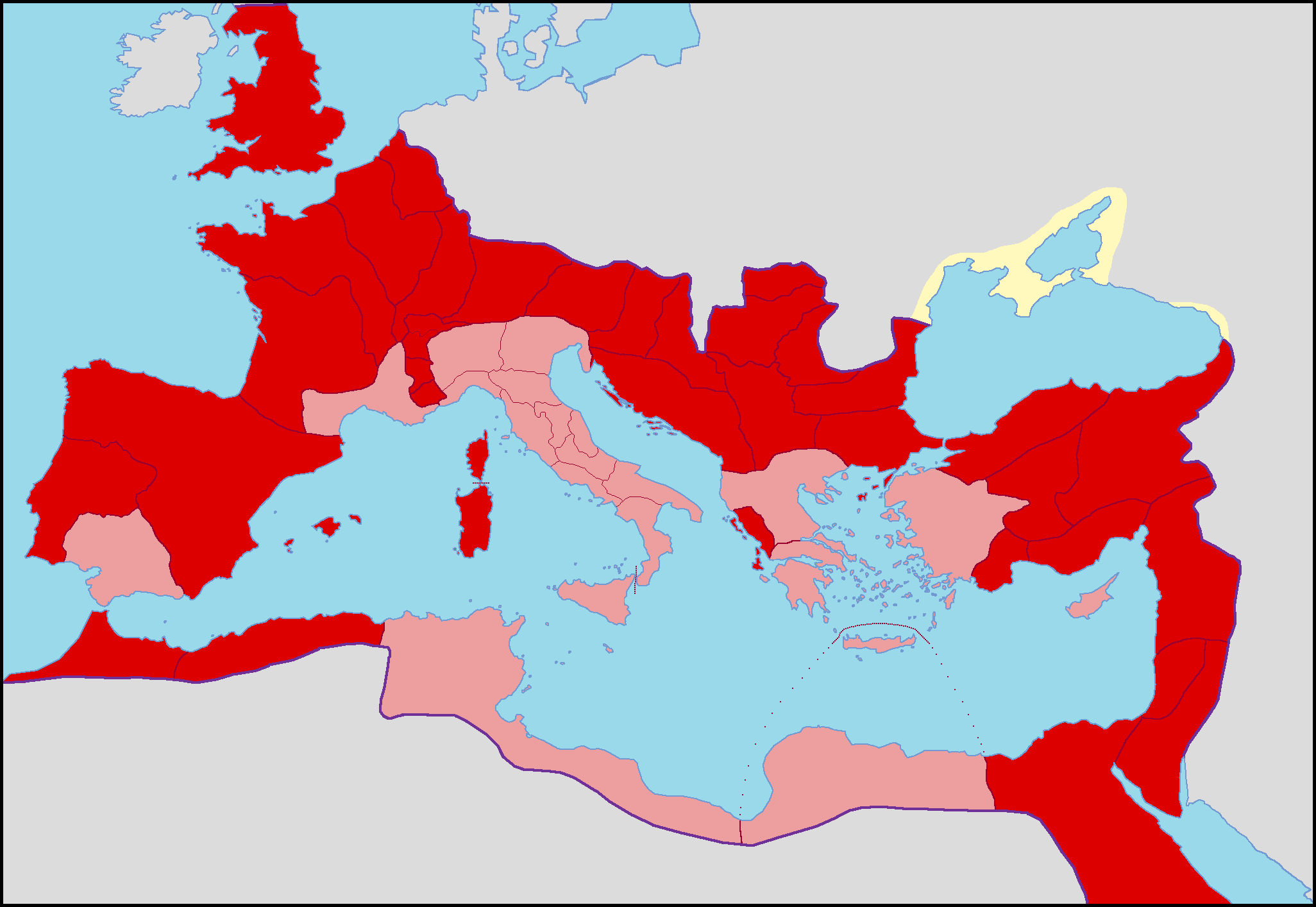
Carte de l'Empire au milieu du II :
Province impériale
Province sénatoriale

Les provinces impériales sont le plus souvent frontalières, comme la Germanie Inférieure ou le Norique, des troupes y sont stationnées, et elles sont sous l'autorité directe de l'empereur, qui y possède un imperium proconsulaire. Il délègue son autorité :
- à un représentant, le légat d'Auguste propréteur (legatus Augusti pro praetore) de rang sénatorial — un ancien consul pour les grandes provinces, un ancien préteur pour les moyennes —, qu'il nomme pour une période de trois à cinq ans en général[4], assisté d'un procurateur de rang équestre[5] pour les questions financières, et de légats de légion (legatus legionis), de rang sénatorial, qui commandent les légions stationnées dans la province[4] ;
- pour les provinces « pauvres, montagneu[ses] et peu romanisé[es][5] », comme la Maurétanie tingitane, à un « procurateur-gouverneur » (procurator-praeses), de rang équestre[6], qui commande des troupes auxiliaires.

### Les provinces du peuple romain, dites «sénatoriales»

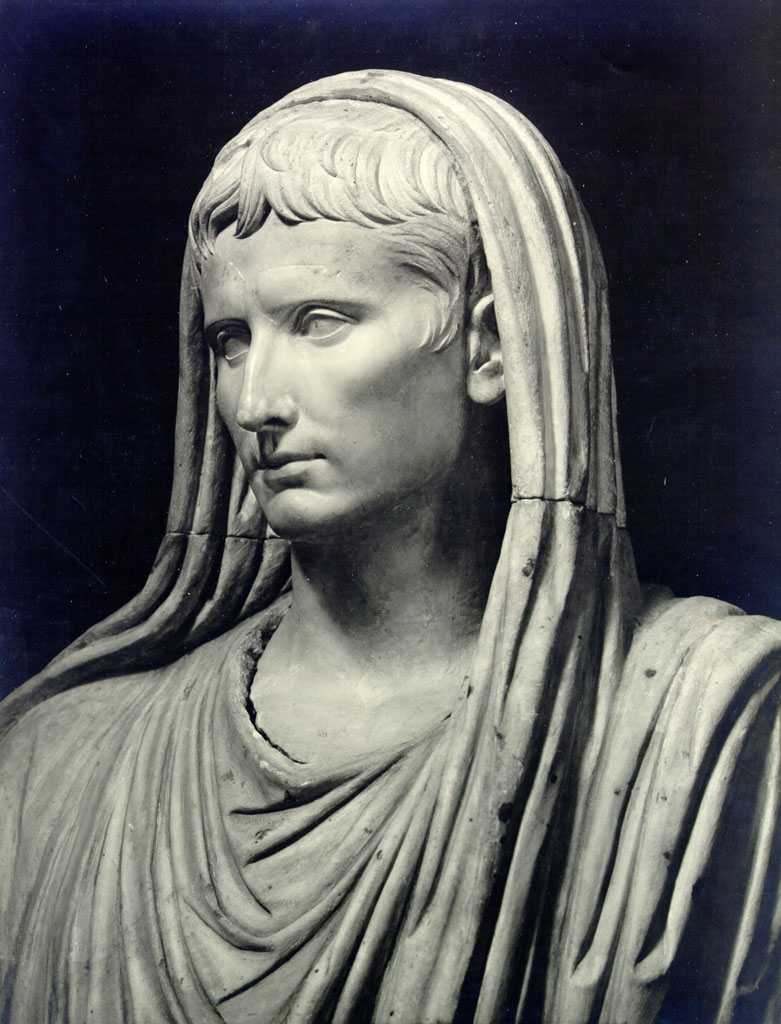
Le premier empereur, Auguste, créateur de l'organisation administrative en vigueur peu ou prou jusqu'en 285.

Les provinces dites « sénatoriales » sont officiellement « du peuple romain ». Elles sont placées sous l'autorité du Sénat, qui pourvoit à leur gouvernance par la nomination d'un proconsul, par tirage au sort, qui reçoit un traitement et dont le mandat dure une année, avec parfois des prorogations. Toutefois, l'empereur garde la possibilité d'intervenir dans ces provinces, grâce à son imperium proconsularis maius (« imperium proconsulaire majeur »). Les grandes provinces, comme l'Afrique ou l'Asie ont un proconsul de rang consulaire, les autres, comme la Macédoine ou la Bithynie, ont un proconsul de rang prétorien. Des questeurs propréteurs assistent les gouverneurs sur le plan financier, et des procurateurs de l'empereur s'occupent des biens impériaux. Aucune troupe n'est stationnée dans une province sénatoriale — sauf une cohorte urbaine à Carthage. La legio III Augusta, au départ commandée par le proconsul d'Afrique passe dès 37 sous le commandement d'un légat, indépendant du gouverneur.

### Deux cas particuliers: l'Italie et l'Égypte

#### Italie
L'Italie n'est pas durant le Haut-Empire une province. L'autonomie des municipes, garantie par la lex Julia municipialis de -45, est respectée : les consuls, les préteurs et parfois les questeurs ont un « droit de regard » sur l'administration des cités italiennes, mais elles restent largement autonomes, condition de leur liberté. Auguste découpa toutefois, pour des motifs peu clairs, onze régions administratives en Italie.

#### Égypte
Depuis -30, l'Égypte est la propriété personnelle d'Auguste, et par la suite de ses successeurs. L'empereur y est l'héritier des pharaons. Grenier à blé de Rome, l'Égypte est une province cruciale pour la paix civile, et Auguste cherche à s'en assurer le contrôle : les sénateurs sont ainsi interdits de se rendre en Égypte, tout le personnel y est de rang équestre : le Préfet d'Égypte, dit praefectus Augustalis, la gouverne, assisté de procurateurs, et les légions cantonnées dans la province sont commandées non par des légats mais par des préfets : « préfet des camps » (praefectus castrorum) ou « préfet de légion » (praefectus legionis).

### Évolution ultérieure: vers l'uniformisation et l'exclusion des sénateurs

#### Les Sévères
Le système créé par Auguste reste relativement inchangé jusqu'aux Sévères. L'arrivée au pouvoir de Septime Sévère et de sa dynastie entame une évolution qui se termine avec les réformes de Constantin Ier. L'ordre sénatorial est petit à petit exclu de l'administration des provinces et des commandements de l'armée.
Ainsi, les trois nouvelles légions créées par Septime Sévère, les I Parthica, II Parthica et III Parthica, sont commandées non par des légats issu de l'ordre sénatorial mais par des préfets de l'ordre équestre>. De même, de plus en plus, des provinces impériales munies de légions sont confiées, par intérim, à des procurateurs équestres déjà en poste dans la province, dont on dit qu'ils sont vice praesidis (« à la place du gouverneur »). De même, la province de Mésopotamie, récemment créée, est confiée à un préfet et non à un légat d'Auguste.
L'Italie, jusqu'ici « sous-administrée », se voit affecter de nombreuses procuratèles et préfectures (contrôle des voies, gestion de la res privata, c'est-à-dire du patrimoine de l'empereur). Un electus ad corrigendum statum Italiae, Caïus Octavius Suetrius Sabinus, est attesté à l'époque de Caracalla, et, si son rôle est peu clair — lutte contre le brigandage ou surveillance des finances des municipes à une époque où les impôts sont augmentés —, il reste que son pouvoir s'applique à toute l'Italie, signe d'une normalisation progressive de la péninsule.

#### Les réformes de Gallien

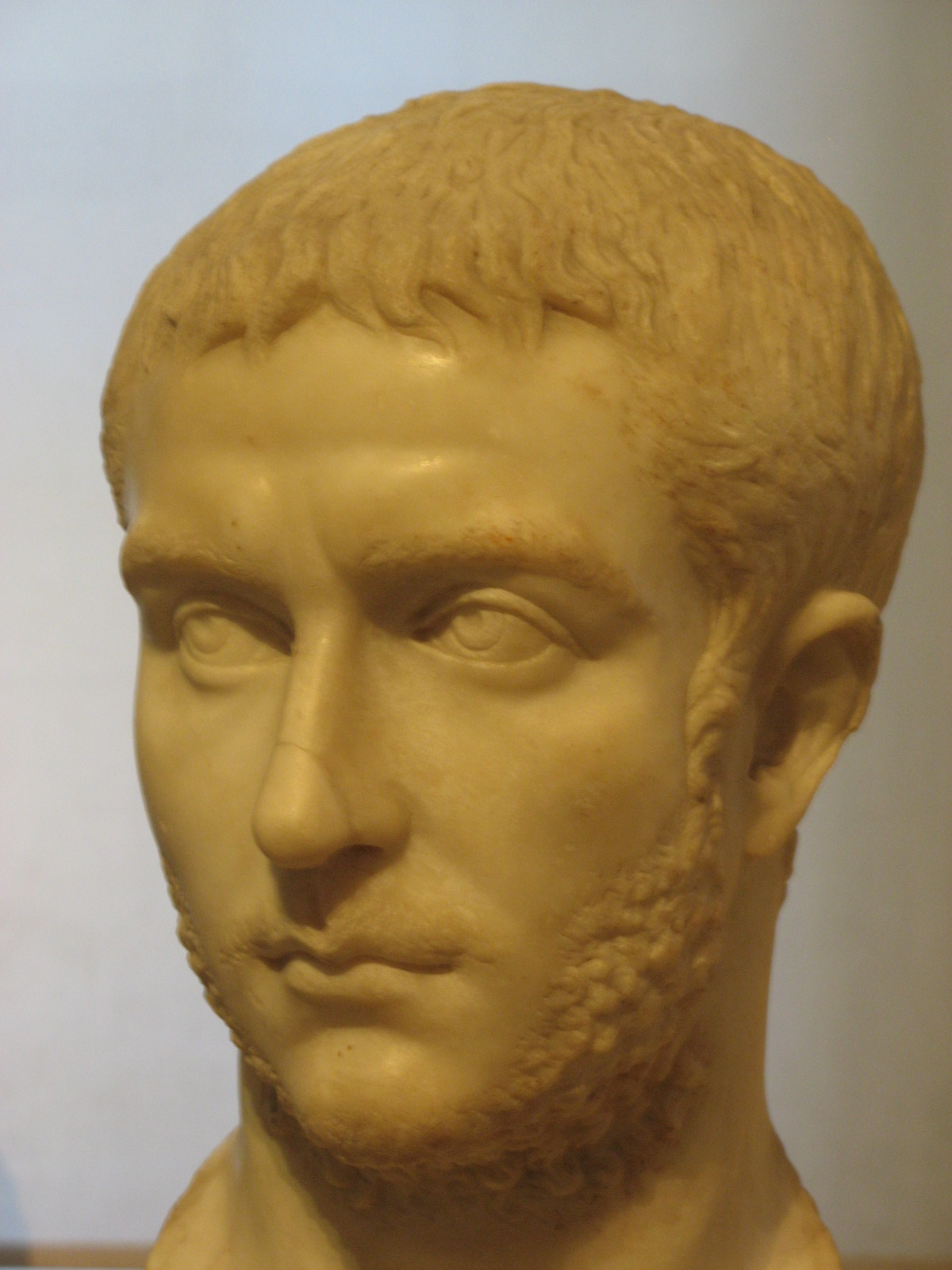
L'empereur Gallien, vers 260.

Durant la Crise du troisième siècle, devant la faible valeur militaire des sénateurs, l'empereur Gallien décide de les exclure de l'armée en 262 et de les remplacer par des chevaliers, de naissance ou admis à cette distinction après avoir été centurion primipile. Les légats de légion disparaissent ainsi, et l'on ne trouve plus que des préfets de légion.
Toujours soucieux de l'efficacité du haut-commandement, Gallien refuse que les légions continuent à dépendre des légats d'Auguste, gouverneurs des provinces impériales, issus de l'ordre sénatorial. Il n'ose pas toutefois dissocier totalement carrière militaire et civile, mais il multiplie les nominations de chevaliers à la tête des provinces impériales, — le plus ancien apparaît en 262 en Arabie. Ces nouveaux gouverneurs ne sont plus intérimaires comme les procuratores vice praesidi de l'époque sévérienne, ils sont permanents, et ce ne sont plus des procurateurs de la province agissant en remplacement du légat. Ils sont le plus souvent appelés « agens vice praesidi », « agissant à la place du gouverneur ».
Certaines grandes provinces impériales, comme la Tarraconaise, ont toutefois des légats d'Auguste jusqu'à Dioclétien. Les provinces sénatoriales voient leurs proconsuls remplacés après Gallien, mais les plus importantes, comme l'Afrique, sont restées contrôlées par des sénateurs.
Gallien établit aussi un corrector totius Italiae dont le rôle est mal connu, mais qui semble supérieur aux juridices établis par Marc Aurèle. Là encore, on voit que le statut de l'Italie tend à se normaliser.

## Le règne de Dioclétien: création des diocèses

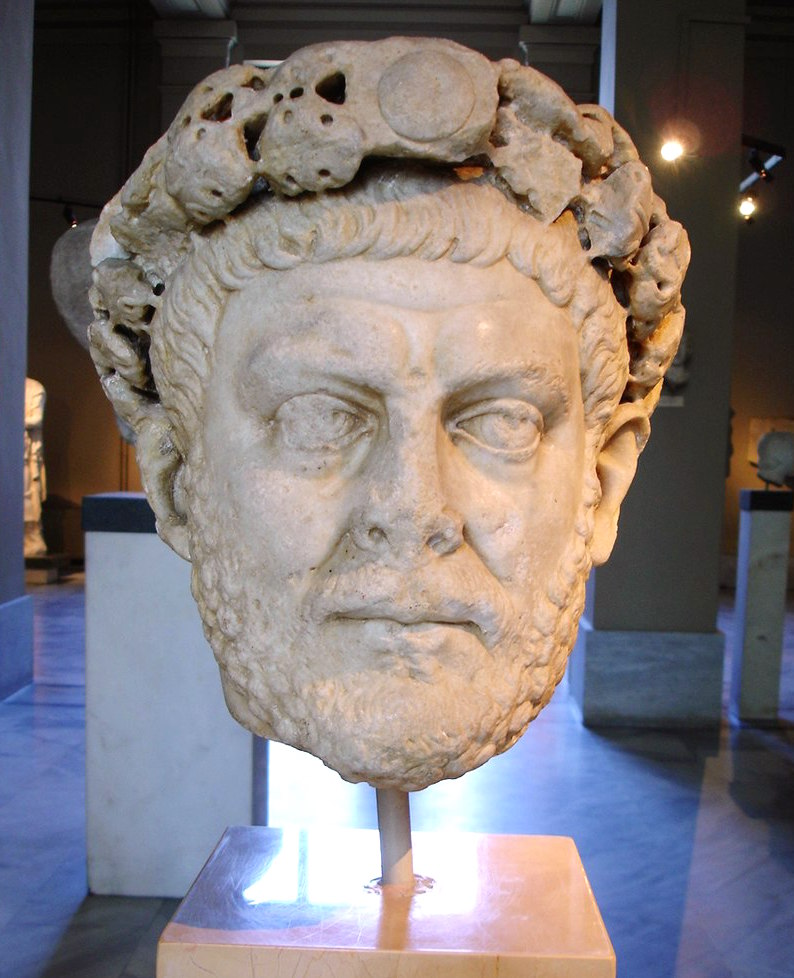
L'empereur Dioclétien, réformateur de l'Empire.

### L'instauration de la Tétrarchie
Dioclétien devient le seul empereur au printemps 285. Il s'adjoint peu de temps après Maximien comme césar, élevé en 286 au rang d'auguste. En 293, Constance et Galère deviennent césars. Le système tétrarchique, appelé « quattuor principes mundi », « les quatre maîtres du monde » par les Anciens, construction empirique, est alors fixé : Dioclétien conserve la prééminence sur son collègue Maximien, il assure l'unité de l'Empire. Les deux césars se voient attribuer des secteurs d'opérations, non des domaines fixes. L'unité de l'État demeure, manifesté par le fait qu'il n'y a qu'une seule préfecture du prétoire, comme sous le Haut-Empire.

### Réforme de l'administration territoriale
« Et ut omnia terrore complerentur, provinciae quoque in frusta concisae; multi praesides et plura officia singulis regionibus ac paene iam civitatibus incubare.

Et pour mettre un comble à la terreur, les provinces elles aussi furent morcelées : beaucoup de gouverneurs et davantage de charges pesèrent sur chaque région, voire sur chaque cité. »

— Lactance, Sur la mort des persécuteurs, ch. 7.
Lactance est certes hostile à Dioclétien, mais son propos, fondamentalement, est juste. Dioclétien a en effet modifié en profondeur l'organisation territoriale de l'Empire romain, lui donnant le visage qu'il aura, avec des modifications ultérieures, durant tout le IVe siècle, et au début du Ve siècle.
Deux réformes principalement ont été menées petit à petit :
- la multiplication des provinces (de 48 initialement à une centaine à l'abdication de Dioclétien[22]) ;
- la création d'entités supérieures aux provinces, les diocèses.

Elles entraînent un accroissement important du nombre de fonctionnaires impériaux, et, en conséquence, des dépenses de l'État. Dans le même temps, ces réformes améliorent la situation d'un empire « sous-administré » jusque-là.

#### Des provinces «morcelées»
Pour des raisons probablement militaires,, financières — rapprocher le gouverneur de la cité, qui est responsable de la collecte des impôts — et politiques — limiter les pouvoirs des gouverneurs, rapprocher l'administration des habitants ou limiter l'autonomie des cités —, Dioclétien divise les provinces héritées pour la plupart de l'époque augustéenne (ou, plus rarement, les regroupe dans une seule).
Il uniformise également le statut des provinces : l'Égypte perd son statut unique, et est divisée en trois provinces, et l'Italie se « provincialise ». Les regiones définies par Auguste, simplement numérotées, prennent un nom, et sont gouvernées par un corrector. L'immunité d'impôts des habitants de l'Italie disparait également.
Enfin, la vieille distinction entre les provinces sénatoriales et les provinces impériales disparaît, et tous les gouverneurs sont nommés par l'empereur.

#### L'apparition des «diocèses»

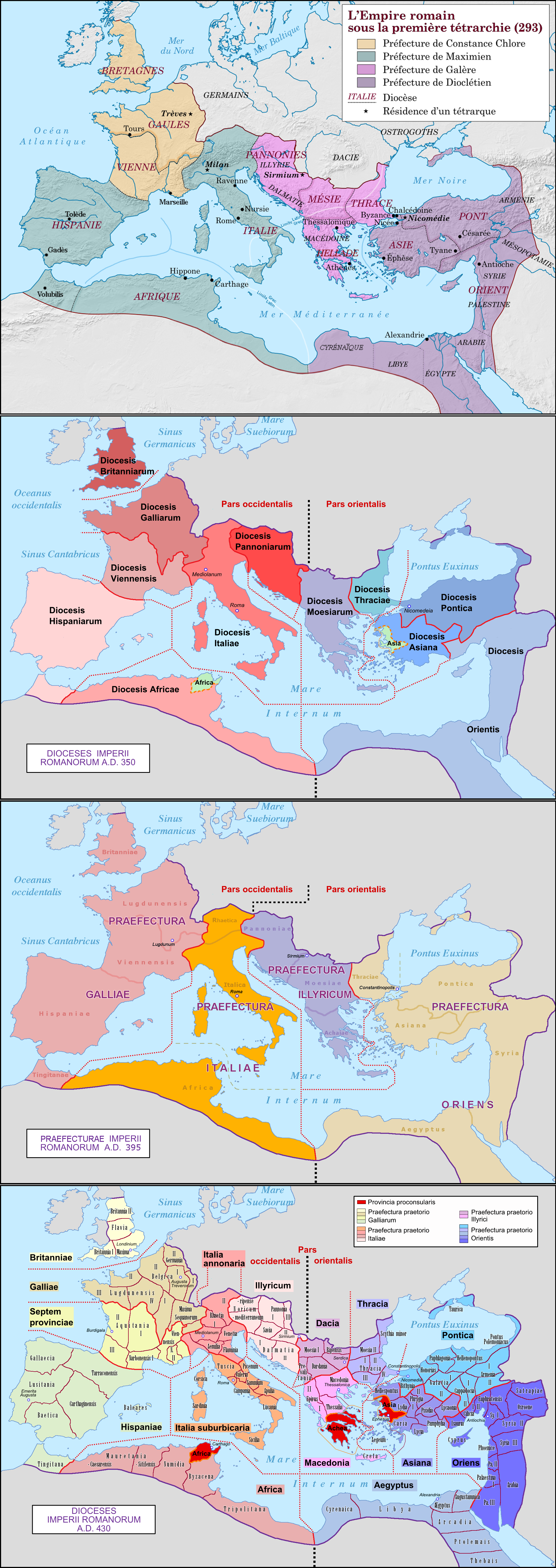
Évolution des diocèses de l'Empire de 293 aux Préfectures prétoriennes qui leur ont succédé en 395 et jusqu'au Ve siècle.

Afin de compenser l'affaiblissement des provinces, et de maintenir un lien entre l'État et la province, Dioclétien multiplie les « vice-préfets du prétoire » (vice praefectus praetorio), qui étaient auparavant des assistants extraordinaires du préfet du prétoire. Il les rend permanents, et leur assigne un domaine géographique où ils sont des « remplaçants » du préfet du prétoire, ce qui permet du même coup d'affaiblir ces derniers. On les appelle plus couramment « vicaire » (vicarius).
Cette nouvelle circonscription territoriale est appelée « diocèse » (diocesis ou diœcesis en latin). Paul Petit date sa création des années 296-298.
Il faut noter que ces nouveaux diocèses ne comprennent pas les provinces d'Afrique et d'Asie, proconsulaires, qui sont en dehors de ce système.

## Description du diocèse
- Liste des provinces romaines à partir de Dioclétien (de) (293)
- Liste des provinces romaines du Bas-Empire

### Géographie des diocèses
À la fin du règne de Dioclétien, l'Empire romain compte douze diocèses, :

#### En Occident
- des Bretagnes (diocesis Britanniarum) ;
- des Gaules (diocesis Galliarum) ;
- de Vienne[N 3]  (diocesis Viennensis);
- d'Hispanie (diocesis Hispaniarum) ;
- d'Afrique (diocesis Africae) ;
- d'Italie[N 4] (diocesis Italiciana)[N 5] ;
- des Pannonies (diocesis Pannoniarum) ;

#### En Orient
- de Mésie (diocesis Moesiarum) ;
- de Thrace (diocesis Thraciae) ;
- d'Asie[N 6] (diocesis Asiana) ;
- du Pont[N 7] (diocesis Pontica) ;
- d'Orient (diocesis Orientis).

André Piganiol rappelle que, par la géographie et par la différenciation linguistique des langues romanes, ces diocèses préfigurent les futures nations : l'Angleterre, l'Espagne, l'Afrique du Nord, les deux France du nord (langue d'oïl) et du midi (langue d'oc), l'Italie, la Romanie pannonienne et la Romanie danubienne, formant l'« Europe latine ».
En moyenne, les diocèses comprennent huit provinces. Le plus petit est le diocèse des Bretagnes, qui comporte quatre provinces ; le plus grand, celui d'Orient, avec dix-huit provinces. Ceux de Vienne et d'Asie seuls ne sont pas frontaliers.

### La fonction de «vicaire»
Le vicaire est un haut fonctionnaire nommé par l'empereur, qui ne rend de comptes qu'à lui. C'est un chevalier dit « perfectissime » (titre honorifique accordé aux détenteurs de certains postes, qui vient avant les egregii mais après les eminentissimi).
Le fait de confier d'aussi grands ressorts territoriaux à des chevaliers et non à des sénateurs est très nouveau, et montre que Dioclétien souhaite continuer la politique d'affaiblissement de l'aristocratie sénatoriale au profit d'hommes qui ne doivent leur avancement qu'au prince. En dignité, ces vicaires sont inférieurs aux gouverneurs de province sénatoriaux (les consulares), ce qui pose un problème : des chevaliers peuvent-ils avoir autorité sur des sénateurs ? Pour René Rémond, « [il est possible], quand ils ont à commander à des gouverneurs de classe sénatoriale, qu'ils soient promus au clarissimat, ».
Les attributions initiales des vicaires sont considérables : ils contrôlent et surveillent les gouverneurs — sauf les proconsuls —, répartissent les impôts, les réunissent et les transmettent à qui de droit, interviennent dans les affaires militaires par la fortification des frontières, jugent en appel,. Ils ne dépendent pas des préfets du prétoire mais directement de l'empereur, et l'on fait appel de leurs décisions judiciaires à l'empereur.
Nouveauté également par rapport au système augustéen : les vicaires n'ont aucun rôle militaire réel, ils ne commandent pas de troupes. Dioclétien réalise ainsi en grande partie la séparation des carrières militaires et civiles, afin d'éviter les révoltes et les sécessions.

## Évolution ultérieure

### Les réformes constantiniennes

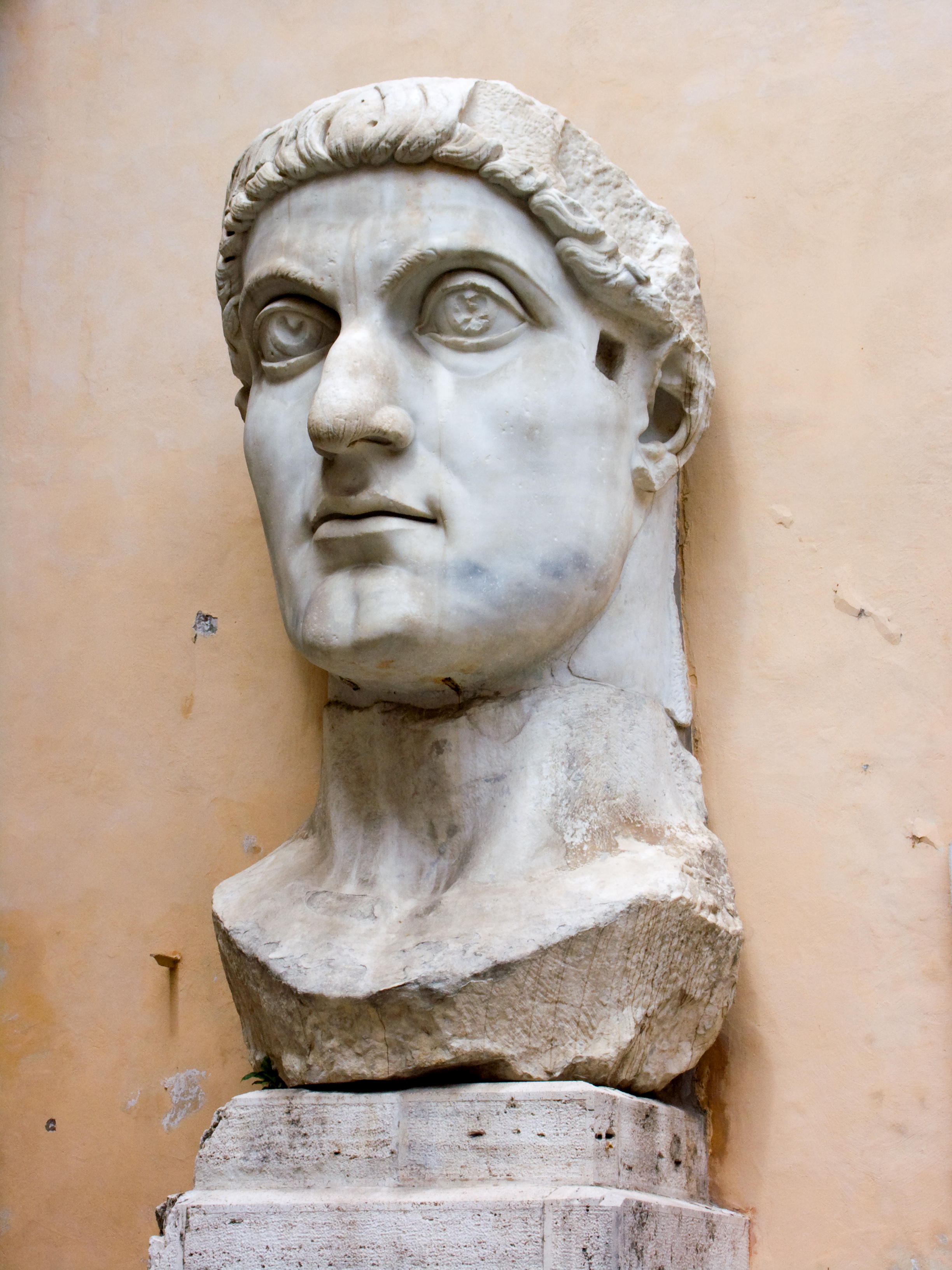
L'empereur Constantin Ier.

À partir de 310, Constantin Ier est l'un des augustes légitimes de l'Empire romain, puis, à partir de 324, il est le seul maître de l'État. Durant son règne, il a accompli plusieurs réformes cruciales qui donnent son visage définitif à l'organisation administrative et militaire de l'Empire jusqu'à sa chute.

#### Régionalisation de la préfecture du prétoire
La principale réforme territoriale, menée par tâtonnements, est la « régionalisation » de la préfecture du prétoire. Auparavant, un ou deux préfets du prétoire servaient pour tout l'Empire de premier ministre et de chef d'état-major,. Ils avaient des compétences militaires, judiciaires, administratives et fiscales.
La centralisation politique de plus importante autour de Constantin, qui culmine dans la réunion de tout l'Empire entre ses mains, impose une « déconcentration administrative ». Un seul empereur ne peut tout contrôler ; pour cette raison, Constantin transforme progressivement, entre 326 et 337>, le préfet « ministériel » en un préfet « régionalisé », placé à la tête d'une circonscription territoriale englobant plusieurs diocèses, qui prendra le nom de « préfecture du prétoire » (praefectura praetorio).
Ces nouveaux préfets ont autorité sur les vicaires, et sur les gouverneurs provinciaux. Ce lien direct, qui outrepasse les vicaires, condamnent ces derniers à décliner — d'autant plus qu'ils deviennent des agents d'exécution des préfets du prétoire.
Comme le souligne Paul Petit, « [les diocèses] préfigurent eux-mêmes en une certaine mesure [les préfectures du prétoire régionales] ». La création de ces dernières réduit ainsi l'utilité des premiers. Toutefois, malgré cet affaiblissement, les vicaires prennent de l'importance dans la noblesse : Constantin les élève au rang de clarissimes, entre les consulares et les proconsuls.

#### Création deComites provinciarum
L'autre raison de l'affaiblissement du vicariat est l'envoi régulier de comites, qui sont supérieurs aux vicaires, et qui jouent probablement un rôle d'inspection.

### Le cas particulier du diocèse d'Orient
Tous les diocèses sont dirigés par des vicaires, sauf, à partir de 334 ou 335, celui d'Orient, placé sous l'autorité du « comte d'Orient », comes Orientis. Selon certains spécialistes, cette particularité est à mettre en relation avec la préparation de la guerre contre les Perses ; selon d'autres, comme André Piganiol, c'est une survivance d'un de ces comites auxquels Constantin Ier conférait des missions d'inspection.
Le comte d'Orient est tout de suite rangé parmi les clarissimes. Il possède des attributions militaires, et réside à Antioche. Il dirige par ailleurs le plus étendu des diocèses de l'Empire romain.

### État des lieux à la fin duIVesiècle

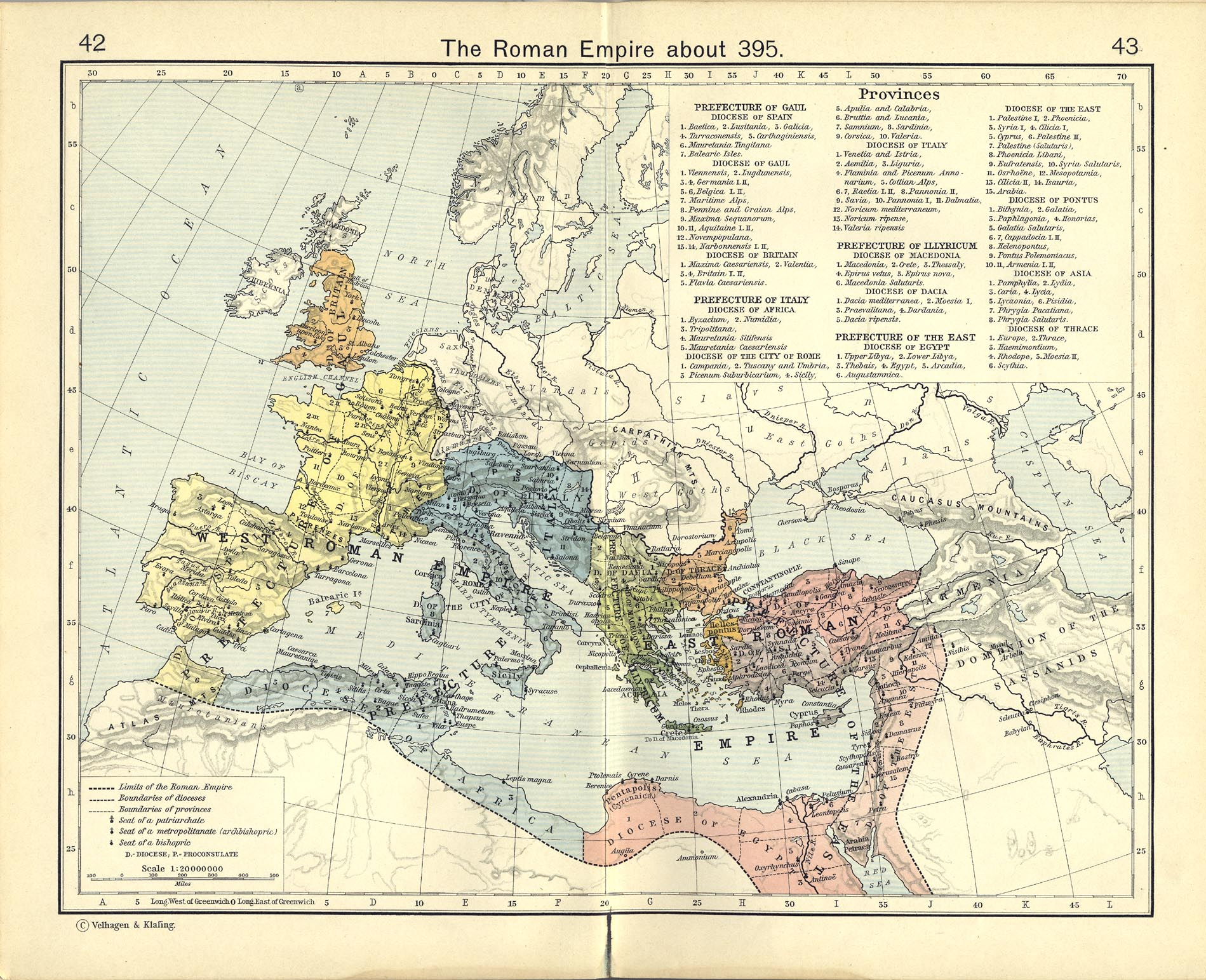
Les diocèses de l'Empire en 395.

À la fin du IVe siècle, le nombre de diocèses a augmenté, passant de douze à quatorze selon la Notitia dignitatum, et le nom de certains diocèses a changé. Il faut, par ailleurs, noter que l'ancienne province d'Achaïe est devenue, sous Licinius, proconsulaire (entre 312 et 315). Elle est donc détachée du diocèse de Mésie, futur diocèse de Macédoine.

#### Création de nouveaux diocèses
Le diocèse d'Italie est, à la fin du siècle, sous l'autorité de deux vicaires différents : celui de « l'Italie annonaire », à Milan, et celui de « l'Italie suburbicaire », à Rome. Par ailleurs, le vicaire qui gère l'Italie suburbicaire, qui était avant 357 tantôt un vicaire du préfet du prétoire, tantôt un vicaire du préfet de la Ville, est, après cette date, vicarius Urbis Romae, « vicaire de la ville de Rome », c'est-à-dire vicaire du préfet de la Ville.
En Orient, le diocèse de Mésie a été divisé en deux entités nouvelles : le diocèse de Dacie et le diocèse de Macédoine. Par ailleurs, sous Théodose Ier en 382, les provinces égyptiennes du diocèse d'Orient sont érigées en un diocèse indépendant, le diocèse d'Égypte, et le responsable de cette nouvelle entité prend le nom de praefectus Augustalis, « préfet augustéen, préfet Augustal », comme sous le Haut-Empire.

#### Changement de noms
La Notitia dignitatum donne des noms différents pour certains diocèses, mais cela est relativement anecdotique. Ainsi :
- le diocèse de Vienne est devenu le diocèse des Sept Provinces (diocesis Septem provinciarum) ;
- le diocèse des Pannonies est devenu le diocèse d'Illyrie (diocesis Illyrici).

#### Statut des vicaires
À l'époque de la Notitia dignitatum, tous les vicaires sont devenus des spectabiles,. Ils ont autorité sur les gouverneurs de province, et, s'il est recommandé aux gouverneurs de passer par eux pour atteindre les préfets du prétoire, la puissance de ces derniers souvent fait qu'on les contacte directement.

## Le «diocèse» judiciaire
Un « diocèse » peut aussi être chez les Romains le ressort d'un magistrat chargé de rendre la justice. Le mot est surtout employé au début pour les provinces grecques. Il aurait pris naissance dans la province d'Asie.
Il désigne une subdivision d'une province, qui porte le nom de son chef-lieu, où le gouverneur se rend durant l'année pour juger les affaires du district. Cette subdivision existait au moins à l'époque de Cicéron, qui la mentionne dans une lettre. Plus tard, le mot de « diocèse » fut aussi employé dans les provinces occidentales de l'Empire romain — comme en Afrique. Dans cette province, le diocèse est sous la responsabilité d'un légat du proconsul d'Afrique.
Parfois, le mot « diocèse » désigne aussi « le territoire d'une cité, autrement dit le district des juges municipaux. Le grec διοίκησις correspond dans ce cas à l'expression latine regio ».